# Hansjörg Bitterlich
Hansjörg Bitterlich (Šluknov, 4 maggio 1923 – San Gallo, 23 maggio 1998) è stato un presbitero, abate e scrittore austriaco della Chiesa cattolica.
Figlio di Gabriele Bitterlich, è stato uno dei co-fondatori dell'Opus Sanctorum Angelorum, primo abate dei Canonici regolari della Santa Croce nel loro monastero di Silz.

## Biografia
Hansjörg Bitterlich nacque nel 1923 a Šluknov, figlio di Hans e Gabriele Bitterlich e fratello minore di Roswitha Bitterlich. Dal 1928 al 1973 visse a Innsbruck insieme alla famiglia. Finita la Seconda guerra mondiale, frequentò il seminario della diocesi di Innsbruck e il 30 maggio 1953 fu ordinato sacerdote. Divenne il primo abate dell'Ordine dei Canonici Regolari della Santa Croce, soppresso nel 1903 e ricostituito nel 1979 dai membri dell'Opus Sanctorum Angelorum, che era stato fondato dalla madre.
Nel 1992 protestò con veemenza contro la Congregazione per la dottrina della fede che aveva vietato la diffusione delle presunte rivelazioni private della signora Gabriele Bitterlich. Fu quindi deposto dalla carica di abate e, secondo le informazioni dell'Opus, anche espulso. Andò a vivere a Fusch an der Großglocknerstraße. Durante questo periodo scrisse il libro Das Geheimnis des Kreuzes (Il segreto della croce) sotto lo pseudonimo di Bernhard Fugl.
Dal 1997 fu in contatto con il movimento islamico Gülen.
Hansjörg Bitterlich morì a San Gallo il 23 maggio 1998 a causa di un attacco cardiaco, dopo aver incaricato con successo il suo editore di Lippstadt, Claus Peter Clausen, di fondare la Engelbundes (“Lega degli angeli”), che si basava apertamente sugli insegnamenti della madre.